# Mega Express Four
Die Mega Express Four ist ein Fährschiff der französischen Reederei Corsica Ferries, das unter italienischer Flagge fährt.

## Geschichte
Das Schiff wurde als Superfast II für die griechische Reederei Superfast Ferries gebaut und am 25. März 1995 getauft. Am 11. Juni 1995 nahm es den Dienst auf Strecken zwischen Patras und Igoumenitsa, Ancona oder Bari auf.
2003 wurde das Schiff von Superfast Ferries an Spirit of Tasmania verkauft und in Spirit of Tasmania III umbenannt. Vor der Indienststellung wurde die Fähre in Hobart umgebaut und erneuert. Daraufhin folgte der Einsatz auf der Route Sydney - Devonport.
Das Schiff ging im September 2006 in den Besitz von Corsica Ferries über und wurde nach der Überführung von Australien nach Europa im November 2006 zunächst auf Routen zwischen Toulon und Korsika eingesetzt. Zwischen Januar und April 2007 wurde es dann in Perama umgebaut, dabei wurde am Heck des Schiffes ein zusätzliches Teil aufgesetzt, sodass die Passagierkapazität um 565 zunahm.
Corsica Ferries setzt das Schiff auf diversen Routen zwischen dem französischen oder italienischen Festland und den Mittelmeerinseln Korsika und Sardinien ein.
Im Februar 2021 wurde das Schiff an Irish Ferries verchartert und auf den Routen Dublin – Holyhead oder Dublin – Cherbourg eingesetzt. Im April 2021 beendete die Mega Express Four ihren Chartereinsatz und kehrte nach Genua zurück.

## Ausstattung
Das RoPax-Schiff hat ein À-La-Carte-Restaurant sowie eine Spagettheria und ein Selbstbedienungsrestaurant. Im Sommer ist eine an Bord befindliche Außenbar geöffnet.
Die Mega Express Four hat 909 Betten an Bord, die sich in Zwei- oder Vierbett-Kabinen befinden. Zudem gibt es Schlafsessel für Passagiere ohne Kabine.
An Bord des Schiffes gibt es außerdem ein Schwimmbecken und einen Spielebereich für Kinder.

## Schwesterschiff
Die Mega Express Four hat ein Schwesterschiff, die Skania der polnischen Reederei Unity Line.